# Papyrus 4
Papyrus 4 hos Gregory-Aland mærket (signum) ({\displaystyle {\mathfrak {P}}}4, del af Suppl. Gr. 1120) er et tidligt skrift fra Det Nye Testamente på græsk. Det er et papyrus fragment med tekst fra Lukasevangeliet kap. 1:58-59; 1:62-2:1; 2:6-7; 3:8-4:2; 4:29-32, 34-35; 5:3-8; 5:30-6:16. Manuskriptet er via dets Palæografi anslået til at stamme fra slutningen af det 2. århundrede eller begyndelsen af det 3. århundrede. 